# Catasticta chrysolopha
Catasticta chrysolopha is een vlinder uit de onderfamilie Pierinae van de familie van de witjes (Pieridae). De wetenschappelijke naam van de soort werd, als Euterpe chrysolopha, in 1850 gepubliceerd door Vincenz Kollar.

## Synoniemen
- Archonias xeque Mengel, 1899

## Ondersoorten
- Catasticta chrysolopha chrysolopha
- Catasticta chrysolopha adamsi Eitschberger & Racheli, 1998
- Catasticta chrysolopha beatrizae Bollino & Costa, 2007
- Catasticta chrysolopha quiroza Brown, 1939
- Catasticta chrysolopha spectrum Reissinger, 1972